# Bataillon scolaire
Pour les articles homonymes, voir Bataillon (homonymie).
Le bataillon scolaire est une institution organisée dans le cadre de l'école publique en France à partir de 1882. Elle a pour but d'initier les élèves dès le jeune âge à la pratique militaire. 
L'expérience ne dure que dix ans et prend fin en 1892.

## Prémices
Dès la création des lycées par Napoléon Ier en 1802, les exercices militaires étaient intégrés à l'enseignement, faisant office d'éducation physique. De nombreuses écoles s'inspirent de ce modèle pour organiser un entrainement militaire adapté aux enfants, entre 1880 et 1882 des initiatives voient le jour dans les grandes villes.
Mais dès avant cela, aussitôt après la défaite de 1870, des collèges organisent des formations militaires pour les jeunes garçons à partir de 16 ans, dès le début de 1871, et se poursuivent au long de la décennie. Certains enseignants organisent des formations pour les garçons du primaire.
Ancien communard, Aristide Rey est un des premiers qui formalise l'instruction militaire à l'école en s'inspirant du modèle initié en Suisse par Pestalozzi à l'époque napoléonienne. Dès novembre 1880, il saisit le Conseil municipal du Ve arrondissement de Paris pour organiser les enfants des écoles communales de garçons en bataillons armés afin de leur inculquer l'esprit républicain et de combattre l'esprit de caste des armées permanentes. Sa proposition est approuvée le 19 juillet suivant, un premier bataillon puis d'autres se forment rapidement. D'autres initiatives en province voient le jour mais le cadre légal manque.

## Historique et définition dans les textes officiels

Albert Bettannier, La tache noire, 1887. En plus de l'instruction morale et civique (qui remplace les cours d'éducation morale et religieuse), la loi de 1882 met en place pour les garçons des exercices militaires (et pour les filles, les travaux à l'aiguille). Sur le tableau, on remarque l'Alsace-Moselle en noir, l'uniforme de l'élève, celui du bataillon scolaire de son école, la croix du Mérite scolaire de l'élève-modèle, le tambour à côté du bureau du maître, ainsi que les fusils d'instruction au râtelier.

La défaite de 1871 reste très présente dans les esprits, les lois Jules Ferry sur l'école primaire sont votées en 1881-1882 sous la IIIe République, elles rendent l'école gratuite. Dans les programmes, un esprit de revanche est entretenu par des leçons de morale et un patriotisme exacerbé.
Le 18 septembre 1881, dans son Discours aux instituteurs, Paul Bert écrit : « Nous voulons pour l'école des fusils ! Oui le fusil, le petit fusil que l'enfant peut manier dès l'école ; dont l'usage deviendra pour lui chose instructive ; qu'il n'oubliera plus, et qu'il n'aura plus besoin d'apprendre plus tard. Car ce petit enfant, souvenez-vous en, c'est le citoyen de l'avenir, et dans tout citoyen, il doit y avoir un soldat toujours prêt »
Le 27 janvier 1880, une loi votée à l’unanimité par  l'Assemblée nationale et le Sénat rend obligatoire l'enseignement de la gymnastique et des exercices militaires dans les écoles primaires.
Lors de son congrès de 1881 la Ligue de l’enseignement de Jean Macé soutient la démarche et Paul Bert, ministre de l'Instruction publique, instaure l'obligation de la gymnastique et des exercices militaires dans les écoles primaires de garçons par la loi du 28 mars 1882. Alors que le service militaire coûte cher à la Nation, l'idée que sa durée soit réduite, si les garçons sont déjà initiés à l'école, est une des raisons qui fait plier le Ministère de l'Instruction Publique jusque-là réticent aux bataillons scolaires. Le ministre de la guerre, le général Farre, explique en 1881 : « Le service de trois ans, tel qu’il existe dans un autre pays, doit, pour porter ses fruits, avoir été précédé pendant longtemps d’un dressage préliminaire spécial acquis à l’école.Il faut donc développer l’instruction, l’instruction à tous les degrés, et surtout l’instruction militaire civique. Apprenons aux enfants ce que c’est que le soldat : quels sont ses devoirs ; quelle charge lui impose sa mission ; et même quelle grandeur et quel honneur il y a dans les charges qui lui sont imposées. ».
En 1882, le ministre de l'Instruction publique crée les bataillons scolaires par décret du 6 juillet. Un arrêté du 27 juillet 1882 précise leur constitution dans les communes.

## Développement, organisation et contenu

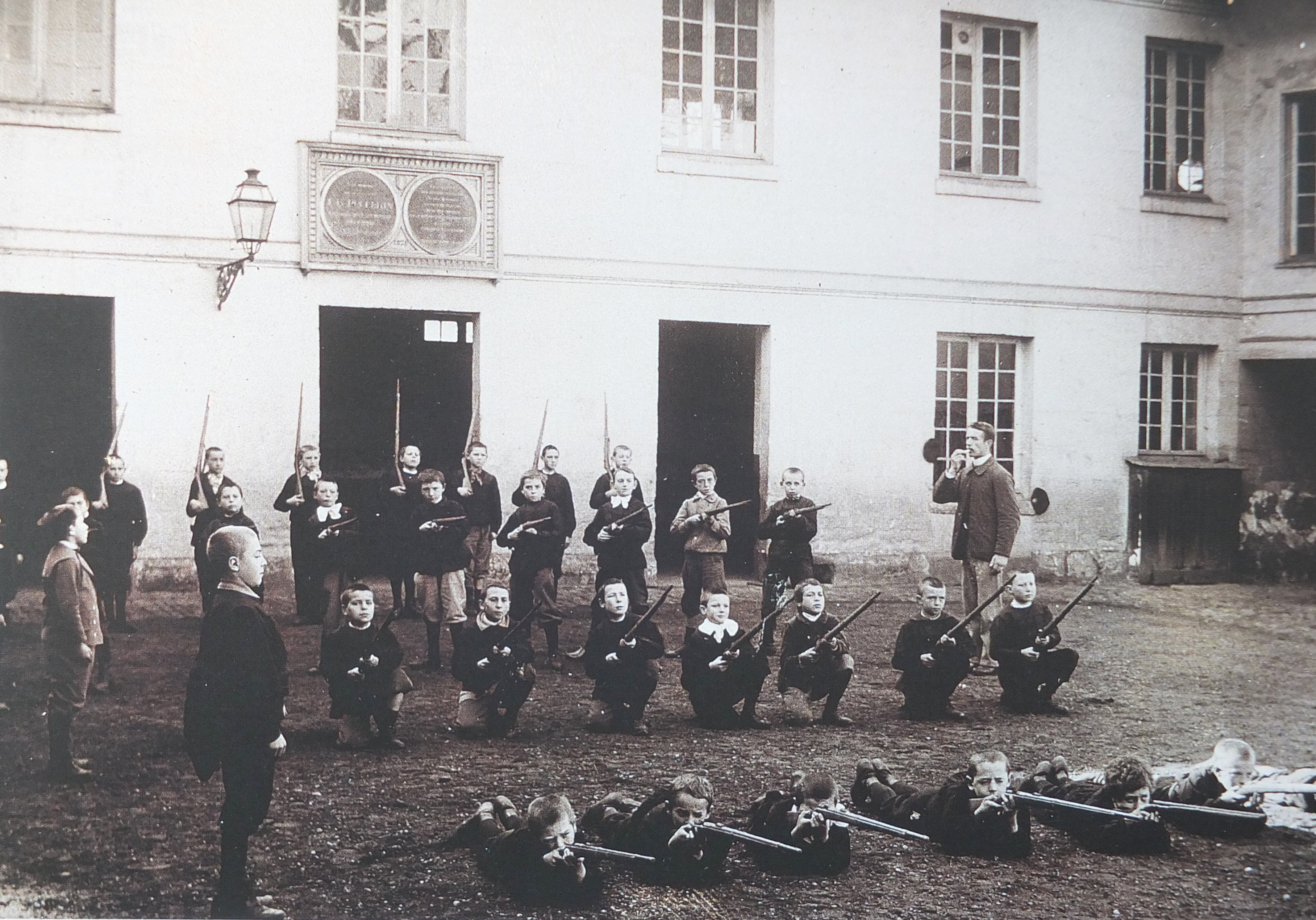
Des élèves s'exercent à l'école Pellerin de Beauvais vers 1890.

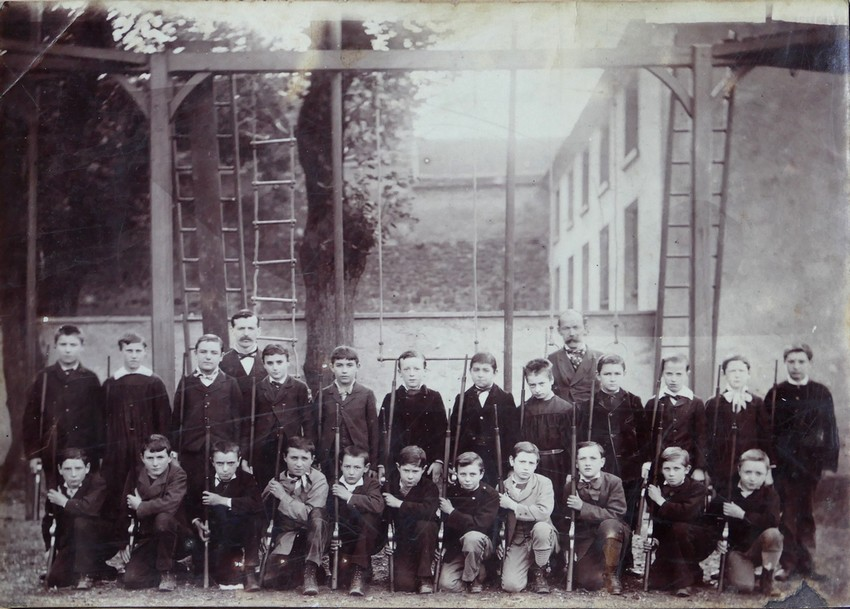
Dans une école en région parisienne vers 1885.

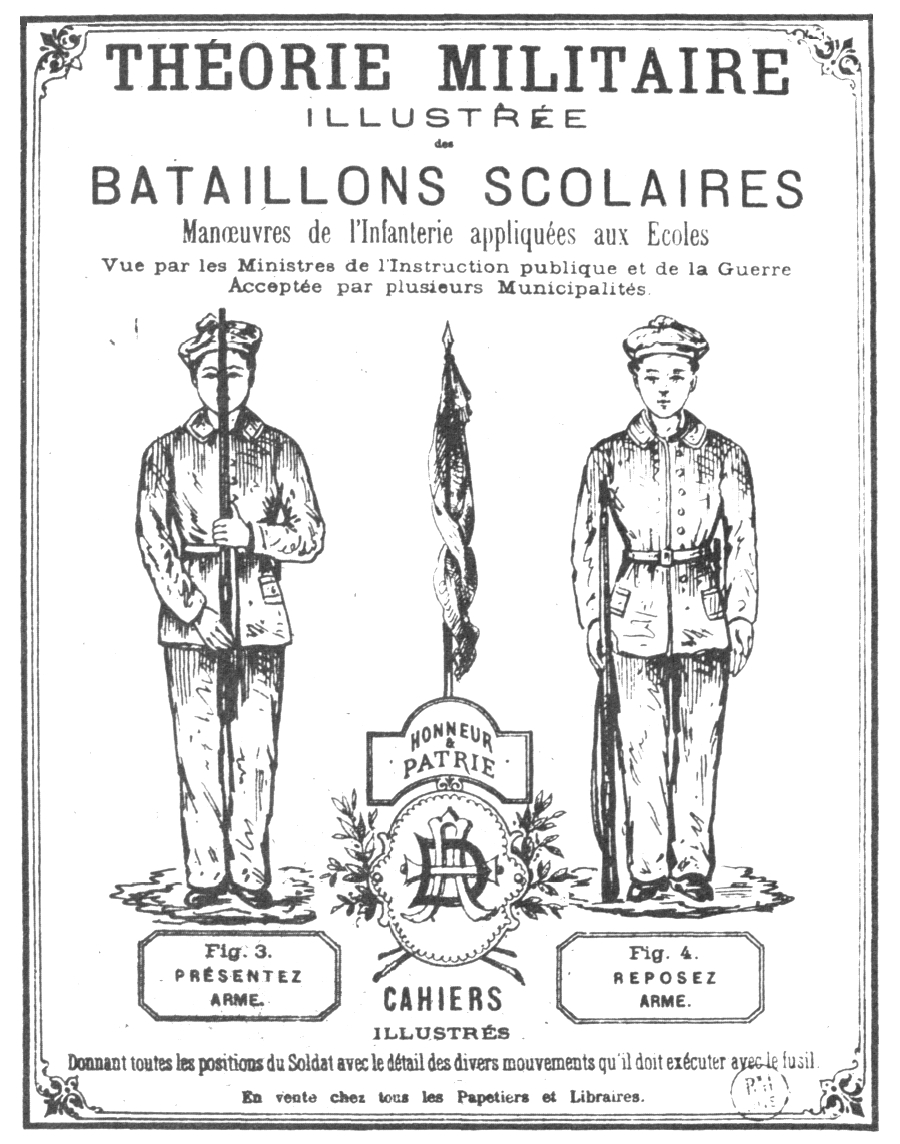
Une brochure à l'usage des élèves publiée vers 1885.

Comme le précise le décret du 6 juillet 1882 : « Tout établissement public d’instruction primaire ou secondaire ou toute réunion d’écoles publiques comptant de deux cents à six cents élèves, âgés de douze ans et au-dessus pourra, sous le nom de bataillon scolaire, rassembler ses élèves pour les exercices militaires pendant toute la durée de leur séjour dans les établissements d’instruction. Le bataillon scolaire ne pourra être armé que de fusils conformes à un modèle adopté par le Ministre de la Guerre. Ces fusils devront présenter les trois conditions suivantes : n'être pas trop lourds pour l'âge des enfants, comporter tout le mécanisme du fusil de guerre actuel, n'être pas susceptibles de faire feu, même à courte portée. Les fusils seront déposés à l'école.
Pour les exercices du tir à la cible les élèves des bataillons scolaires, âgés de 14 ans au moins et que l'instructeur en chef aura désignés comme aptes à y prendre part, seront conduits au stand ou au champ de tir et y seront exercés avec le fusil scolaire spécial. ».
Les activités d'instruction militaire se déroulent le jeudi ou le dimanche, sous la direction d'un instructeur militaire et en accord avec le directeur de l'école. Par manque de moyens, c'est fréquemment un instituteur qui joue le rôle d'instructeur militaire mais sa compétence est limitée puisque lui-même a été souvent exempté du service militaire.
Des accessoires sont distribués et achetés pour l'équipement des enfants : uniformes et fusils en bois. Chaque bataillon est constitué de la réunion de 5 compagnies de 50 enfants, recrutés dans plusieurs écoles. Un drapeau est attribué par le ministre de la guerre à chaque bataillon, c'est l'école qui est la mieux notée aux exercices qui en a la garde. Les exercices de tir à balles réelles sont encadrés pour les élèves ayant atteint 14 ans.
Des « fusils scolaires » sont fabriqués, spécialement pour les enfants (taille et poids adaptés, mais présentant toutes les caractéristiques de manipulation d'une arme véritable, sans pouvoir recevoir une cartouche).
Adaptés des modèles règlementaires 1874 ou 1874 M. 80, ces fusils scolaires sont fabriqués à 50000 exemplaires entre 1880 et 1881.
Des modèles spécifiques capables de tirer, basés sur les armes de guerre, mais simplifiés, sont créés pour l'entraînement. Certains préaux sont aménagés en pas de tir.
Des théories militaires sont imprimées pour fournir aux enseignants les instructions nécessaires.
D'autres activités sont l'apprentissage de chants patriotiques et la formation aux défilés. Les bataillons scolaires participent au défilé militaire du 14 juillet.
« Ceux qui ont vu manœuvrer à Paris le bataillon du cinquième arrondissement à la fête du 14 juillet, ne doutent pas que l'enfant ne puisse, sans difficulté, arriver à l'âge du service militaire en connaissant parfaitement l'exercice, le tir, l'école de peloton, et même l'école de bataillon, ayant l'habitude de la marche et de la discipline. ».
La population accueille ces exercices avec bienveillance. En 1886, année où on enregistre les effectifs les plus élevés, 146 bataillons sont constitués, 49 départements sur 87 ont un ou plusieurs bataillons, 43 326 élèves sont incorporés dans ces bataillons. En 1883, Pierre Joseph Jeanningros, général d'infanterie à la retraite, est nommé inspecteur général des bataillons scolaires. Il quitte cette fonction officielle en 1889.

## Oppositions
Les milieux catholiques ne soutiennent pas l’activité des bataillons scolaires, arguant qu'ils retiennent les enfants le dimanche et rendent plus difficile leur instruction religieuse. Ils n’acceptent pas la concurrence que leur font les bataillons scolaires auprès de la jeunesse.
L'armée est, elle aussi, malgré son implication, de plus en plus réticente, s'inquiétant du délai qui sépare le bataillon scolaire du service militaire et évaluant l'instruction donnée par des cadres souvent inexpérimentés d'un niveau laissant à désirer.

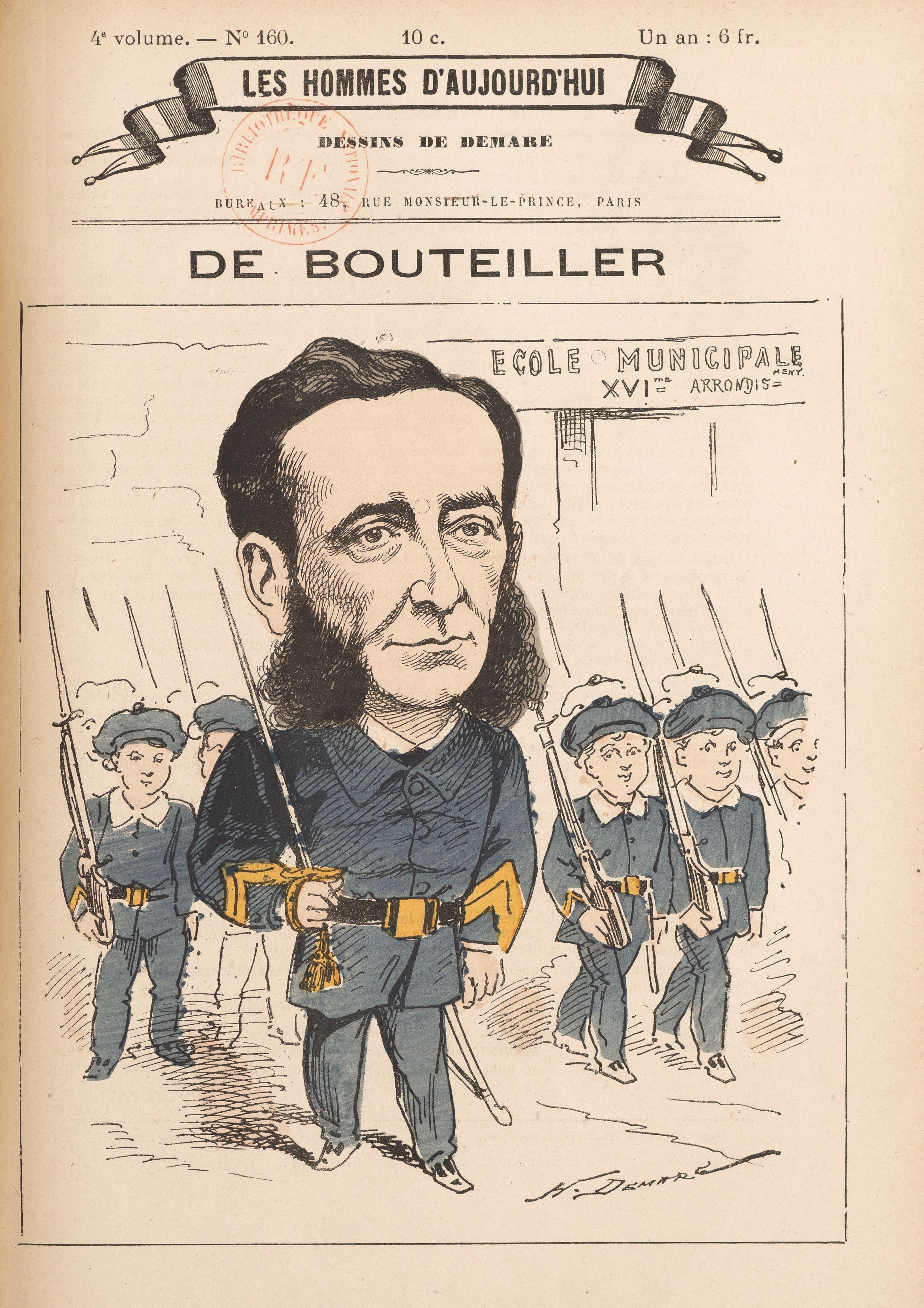
Jehan de Bouteiller, ancien militaire et élu municipal à Paris, il milite pour les bataillons scolaires. Portrait-charge par Henri Demare pour Les Hommes d'aujourd'hui, 1881.

Les opposants au dispositif soulignent qu’il s'agit « d'une tentative dangereuse et néfaste d'endoctrinement, de militarisation et de normalisation de la jeunesse ».

## Disparition et postérité
À partir des années 1890, l'engouement semble passé, les critiques se font de plus en plus virulentes au sein du corps enseignant et les dépenses engendrées par les bataillons grèvent le budget des communes. L'activité des bataillons scolaires cesse progressivement entre 1890 et 1893. 
« C’est une institution à la fois puérile et dangereuse que les bataillons scolaires. Puérile, parce qu’en forçant les enfants à jouer au soldat, elle n’aboutit qu’à former au prix de sacrifices relativement considérables de ridicules automates. Dangereuse, parce qu’elle les éloigne des exercices corporels propres à favoriser la croissance et à préparer à l’armée des éléments forts et musclés. ».
De nombreux bataillons scolaires se muent alors en associations qui renforcent l'Union des sociétés de gymnastique de France (USGF) alors que l'entrainement au tir perdure et profite aux différentes associations de tir qui se sont constituées durant ces années. À partir de 14 ans, les enfants des bataillons scolaires peuvent s'exercer au tir réel, un arrêté de juillet 1893 abaisse l'âge des exercices de tir à 10 ans et les encadre dans les programmes scolaires ; en 1896 est organisé le premier championnat national de tir scolaire.

## Curiosité
Une série d’assiettes décorées  représentant des scènes de bataillon scolaire est produite vers 1885,,.